# Anaulacodithella
Genre
Synonymes
- Xenoditha Chamberlin & Chamberlin, 1945

Anaulacodithella est un genre de pseudoscorpions de la famille des Tridenchthoniidae.

## Distribution
Les espèces de ce genre se rencontrent en Afrique du Sud et en Océanie.

## Liste des espèces
Selon Pseudoscorpions of the World (version 3.0) :
- Anaulacodithella angustimana Beier, 1955
- Anaulacodithella australica Beier, 1969
- Anaulacodithella deserticola (Beier, 1944)
- Anaulacodithella mordax (Tullgren, 1907)
- Anaulacodithella novacaledonica Beier, 1966
- Anaulacodithella plurisetosa Beier, 1976
- Anaulacodithella reticulata Beier, 1966

## Publication originale
- Beier, 1944 : Über Pseudoscorpioniden aus Ostafrika. Eos, Madrid, vol. 20, p. 173-212.